# Hugo Arán
Hugo García Cordero, conocido artísticamente como Hugo Arán, (Sabadell, Barcelona, 13 de mayo de 1980) es un cantautor español.

## Trayectoria artística
Hugo Arán, que tomó su apellido artístico del segundo apellido paterno Aránega, es un compositor y letrista de formación autodidacta, cercano a la música brasileña en sus canciones de autor intimista, con referencias como Chico Buarque, Gilberto Gil, Márcio Faraco, Tom Jobim, Jorge Drexler, Pedro Guerra o Juan Quintero.
En sus viajes a Brasil en 2004 y a la ciudad de Granada en 2007, donde vivió ocho años, va ganando sonoridades que le interesan para su música, melodías y ritmos que vienen de la bossa nova, el baiâo, la zamba o el jazz. En 2007 forma el dúo "Tato Azevedo" junto a Pablo Acevedo, con el que lanzarán su disco conjunto Sordo, que será ganador del Certamen Andaluz de Canción de Autor de 2008.
En 2014 publica su primer disco en solitario: Anuario, y en 2017 el segundo: Memoria muscular, que contiene un pequeño homenaje a Gilberto Gil. Posteriormente le influencian ritmos africanos como muestra en su disco Extinciones y sus causas en 2021, en ese disco Márcio Faraco colabora en la letra de Um jacarandá, y el cantautor hace dúos con Alessio Arena en Lunas de fogueo, y con Margherita Abita en Canto leggero.
En 2023 presentó en el mercado de música iberoamericana EXIB  en Setúbal (Portugal) y en el Museu do Oriente (Fundação Oriente) de Lisboa el espectáculo Cada um canta uma, formato a trío junto al portugués Marco Oliveira y al brasileño Márcio Faraco. En 2024 publica su cuarto disco: Ar con aires brasileños, compartiéndolo con autores como Vinicius Cantuária, Ceumar, Leo Minax y Thiago Amud, colaboran en las letras o con sus voces.

## Discografía
- 2007. Sordo (en el dúo "Tato Azevedo" junto a Pablo Acevedo)
- 2014. Anuario
- 2017. Memoria muscular
- 2021. Extinciones y sus causas
- 2024. Ar